# Scarborough-Est (circonscription provinciale)
Circonscription électorale provinciale du Canada
Scarborough-Est est ancienne une circonscription provinciale de l'Ontario représentée à l'Assemblée législative de l'Ontario de 1963 à 2007.
Sept députés ont représenté la circonscription dont les Libéraux Ed Fulton et Mary Anne Chambers (en) ainsi que les Progressistes-conservateurs Margaret Birch et Steve Gilchrist (en) qui furent membres du Conseil des ministres.

## Géographie
En 1963, la circonscription représentait la partie est de la circonscription de York—Scarborough. Les limites de la circonscription étaient la frontière est de la ville de Scarborough à l'est, la rue Markham au lac Ontario au sud et l'avenue Steeles au nord.
En 1975, la circonscription fut amputée de près de la moitié de son territoire.

## Historique
| Législature                                                                        | Années    | Député | Député                  | Parti                     |
| ---------------------------------------------------------------------------------- | --------- | ------ | ----------------------- | ------------------------- |
| Scarborough-Est Circonscription issue de York—Scarborough                          |           |        |                         |                           |
| 27e                                                                                | 1963-1967 |        | Louis Hodgson           | Progressiste-conservateur |
| 28e                                                                                | 1967-1971 |        | Tim Reid (en)           | Libéral                   |
| 29e                                                                                | 1971-1975 |        | Margaret Birch          | Progressiste-conservateur |
| 30e                                                                                | 1975-1977 |        | Margaret Birch          | Progressiste-conservateur |
| 31e                                                                                | 1977-1981 |        | Margaret Birch          | Progressiste-conservateur |
| 32e                                                                                | 1981-1985 |        | Margaret Birch          | Progressiste-conservateur |
| 33e                                                                                | 1985-1987 |        | Ed Fulton               | Libéral                   |
| 34e                                                                                | 1987-1990 |        | Ed Fulton               | Libéral                   |
| 35e                                                                                | 1990-1995 |        | Bob Frankford (en)      | Néo-démocrate             |
| 36e                                                                                | 1995-1999 |        | Steve Gilchrist (en)    | Progressiste-conservateur |
| 37e                                                                                | 1999-2003 |        | Steve Gilchrist (en)    | Progressiste-conservateur |
| 38e                                                                                | 2003-2007 |        | Mary Anne Chambers (en) | Libéral                   |
| Circonscription dissoute parmir Pickering—Scarborough-Est et Scarborough—Guildwood |           |        |                         |                           |